# Yngve Brodd
Yngve Brodd (Seglora, 1930. június 9. – Göteborg, 2016. szeptember 23.) olimpiai bronzérmes svéd labdarúgó, csatár, edző.

## Pályafutása

### Klubcsapatban
A Rydals GOIF korosztályos csapatában kezdte a labdarúgást. Első felnőtt csapata az Fritsla IF volt 1952-ig. 1952 és 1953 között az Örebro SK labdarúgója volt. 1953 és 1962 között Franciaországban játszott. Három idényt a Toulouse FC, majd ugyancsak hármat az FC Sochaux és végül újra két idényt a Toulouse FC csapatánál töltött. 1962-ben hazatért és két idényre az IFK Göteborg játékos lett.

### A válogatottban
1952 és 1963 között 20 alkalommal szerepelt a svéd válogatottban és 12 gólt szerzett. Tagja volt az 1952-es helsinki olimpián részt vevő válogatottnak, amely bronzérmet szerzett.

### Edzőként
1963 és 1966 között az IFK Göteborg vezetőedzője volt.

## Sikerei, díjai
Svédország
- Olimpiai játékok
  - bronzérmes: 1952, Helsinki